# Franz Szivatz
Franz Szivatz (* 2. Juli 1925 in Neufeld an der Leitha; † 9. Januar 2003 in Wien) war ein österreichischer Szenenbildner und Architekt.

## Leben
Der Sohn von Franz Tomich und Wilma Zaza arbeitete nach seinem Studium bei Professor Otto Niedermoser an der Universität für angewandte Kunst Wien (Abschluss: Magister) am Wiener Theater als Bühnenbildner. Im Filmgeschäft war Szivatz als Szenenbildner an verschiedenen Filmen beteiligt und arbeitete dabei häufig mit Sepp Rothauer zusammen. Später wurden er und Erich Millbacher Partner im 1976 von Rothauers Sohn Sepp Rothauer junior gegründeten Architekturbüro. An der Universität für angewandte Kunst in Wien leitete er als Professor eine Meisterklasse für Bühnen- und Filmgestaltung.

## Filmografie
- 1956: Lügen haben hübsche Beine
- 1956: Roter Mohn
- 1957: Heimweh … dort, wo die Blumen blühn
- 1957: Vier Mädels aus der Wachau
- 1958: Ooh … diese Ferien
- 1958: So ein Millionär hat’s schwer
- 1961: Geliebte Hochstaplerin
- 1962: Drei Liebesbriefe aus Tirol
- 1962: Tanze mit mir in den Morgen